# Товарищество И. Ермольева
Това́рищество И. Ермо́льева — российская компания, занимавшаяся производством и распространением фильмов, одна из крупнейших дореволюционных кинофирм России.

## История
Компания была основана в Москве в 1915 году И. Н. Ермольевым, совладельцем кинопрокатной фирмы «Ермольев, Зархин и Сегель» в Ростове-на-Дону.
Вслед за А. Ханжонковым, первым обосновавшимся в Ялте, летом 1918 года И. Ермольев развернул там строительство лаборатории и всего необходимого для съёмок. В том же году ялтинский съёмочный филиал на Николаевской (ныне — улица Коммунаров) был открыт. В 1919 году по декрету Ленина киноателье Ермольева и Ханжонкова были национализированы.
До прекращения деятельности в 1920 году компания выпустила более 120 наименований фильмов.
10 февраля 1920 года Ермольев эвакуировался в Константинополь вместе с ведущими сотрудниками своей группы.
20 марта 1920 года состоялось открытие «Русско-американского синематографа» для показа «кинокартин из русской жизни, известнейших шедевров русской литературы и искусства».
В апреле 1920 года группа отправилась в Марсель, а в начале мая — в Париж, где Ермольев в арендованном павильоне фирмы «Братьев Пате» в Монтрёй-сю-Буа развернул собственные съёмки. Вскоре он образовал компанию «Ermolieff-Cinema», главным пайщиком предприятия стал Александр Каменка, который после отъезда Ермольева в Мюнхен на базе его компании основал киностудию «Альбатрос».
В июне и июле 1920 года в Париже состоялись показы ермольевских фильмов «Пиковая дама» и «Отец Сергий» (из десяти негативов лучших фильмов фирмы, которые удалось эвакуировать при отъезде из Ялты).
19 ноября 1920 года парижский зритель увидел фильм Якова Протазанова «L`Angoissant Aventure» (в переводе «Ужасная авантюра», русское название «Когда дьявол спит»).
Уже в начале февраля 1921 года «Товарищество И. Ермольева» («La Société Ermolieff-Cinéma») выпустило сразу несколько новых фильмов собственного производства: «Amor et lex», «La pocharde» в 12 частях, «Цена счастья» и «Денщик».

Отлично учитывая настроения кинематографического рынка, И. Н. Ермольев главной своей задачей поставил интернационализирование ленты, и в этом отношении достиг за сравнительно короткое время самых блестящих результатов. И. Н. Ермольев строго придерживается литературного выбора, не гоняясь за модными, так называемыми «американскими» фильмами с трюками, детективами и тому подобным. По мнению И. Н. Ермольева, вся русские начинания в области кинематографии должны в конечном итоге дать самые хорошие результаты, потому что русские артисты и художники и теперь уже начинают занимать выдающееся место в кинематографии всех стран.— Газета «Общее дело», Париж. 5 февраля 1921 года

## Список фильмов
В России
- 1914 — В омуте Москвы
- 1915 — Вот мчится тройка почтовая…, бытовая драма, 3 ч., сцен. и реж. Ч. Сабинский[9]
- 1915 — Гримасы [жизни] большого города, драма, 5 ч., сцен. И. Мозжухин, реж. Ч. Сабинский[10]
- 1915 — Гуттаперчевый мальчик, драма, 4 ч., сцен. и реж. В. Касьянов[11]
- 1915 — Дневник поруганной женщины, драма, 4 ч., реж. А. Аркатов[12]
- 1915 — Кто без греха, кинь в неё камень / Без права на счастье, драма, 5 ч., реж. Ч. Сабинский[13]
- 1915 — На окраинах Москвы, драма, 4 ч., реж. Я. Протазанов[14]
- 1915 — Наташа Проскурова, драма, 4 ч., реж. Я. Протазанов[14]
- 1915 — Не подходите к ней с вопросами / Вам всё равно, а ей довольно, киноповесть, 4 ч., сцен. И. Фёдоров, реж. Я. Протазанов[15]
- 1915 — Нет ей ни доли, ни счастья / Незаконнорожденная, драма, 4 ч., реж. Ч. Сабинский[16]
- 1916 — А счастье было так возможно / Пасынки жизни, сцен. Ю. Желябужский, реж. Г. Азагаров[17]
- 1916 — Без вины виноватые / Подзаборник, сцен. и реж. Ч. Сабинский[18]
- 1916 — В буйной слепоте страстей, драма, 4 ч., сцен. И. Фёдоров, реж. Ч. Сабинский[19]
- 1916 — Вниз по матушке по Волге, драма в 2 сериях, 8 ч. (I серия «За Миг блаженства» – 4 ч., II серия «Годы страданий» – 4 ч., сцен. и реж. Я. Протазанов[20]
- 1916 — Вчера я видел вас во сне, драма, 3 ч., сцен. и реж. А. Аркатов[21]
- 1916 — Грех / Женщина с прошлым, драма, 6 ч., сцен. И. Мозжухин, реж. Я. Протазанов[22]
- 1916 — Жена или мать / Незаконнорожденный или За честь матери, драма в 2 сериях, 9 ч., сцен. и реж. Ч. Сабинский[23]
- 1916 — Женщина, о которой не стоит говорить, драма, 4 ч., реж. А. Аркатов[24]
- 1916 — Женщина с кинжалом / Обнаженная, драма, 5 ч., сцен. Н. Римский, реж. Я. Протазанов[25]
- 1916 — Жизнь женщины, драма, 4 ч., реж. Ч. Сабинский[26]
- 1916 — Пиковая дама
- 1917 — Во власти греха / Грех, драма в 2 сериях, 7 ч., сцен. И. Мозжухин, реж. Я. Протазанов, продолжение и окончание фильма «Грех»[27]
- 1917 — Её жертва, по драме Г. Ибсена «Нора», 5 ч., реж. Ч. Сабинский[28]
- 1917 — Прокурор
- 1917 — Сатана ликующий
- 1918 — Власть тьмы
- 1918 — Отец Сергий
- 1918 — Человек у решётки
- 1917 — Трагедия барона Вильбуа / Оливковый сад или Трагедия одного человека, сцен. и реж. Ч. Сабинский
- 1918 — Конкурс красоты / Во имя красоты или Двадцать миллионов
- 1919 — Жемчужное ожерелье, реж. В. Туржанский
- 1919 — Роковой гость / Алла верды. Премьерные показы состоялись 24 апреля 1919 (в Баку) и 5 сентября 1923 (в Москве)
- 1919 — Паутина, психологическая драма, реж. А. Волков (Производство ялтинского «Ателье И. Ермольева»). Премьеры прошли 18 декабря 1919 в Петрограде и 24 июня 1923 в Москве
- 1919 — Люди гибнут за металл / Проданная душа
- 1919 — Правда / Жена-любовница

Ленты, эвакуированные в Константинополь
- Страх, тяжёлая трагедия, 5 ч., реж. А. Волков с участием Николая Римского и Ионы Таланова. Показ: 5 апреля 1920 «Русско-Американский Синематограф», Константинополь
- Тайна королевы», реж. Я. Протазанов с участием Ивана Мозжухина, Натальи Лисенко, Николая Римского. Показ: 12 апреля 1920 «Русско-Американский Синематограф», Константинополь

Выпуск фильмов в Париже
- 1920 — L`Angoissant Aventure / Ужасная авантюра (рус. Когда дьявол спит) 19 ноября 1920 года. Реж. Я. Протазанов, сценарий в соавторстве с И. Мозжухиным, операторы Н. Топорков, Ф. Бургасов. С участием Ивана Мозжухина, Натальи Лисенко, В. Дарк. Производство Ermolieff-Cinema
- Amor et lex»
- La pocharde в двенадцати частях, по роману Жюля Мари
- Цена счастья
- Денщик / Ordonance по Г. Мопассану